# Epania singaporensis
Epania singaporensis là một loài bọ cánh cứng trong họ Cerambycidae.